# Nouvelle revue d'esthétique
La Nouvelle revue d'esthétique (Nueva revista de estética) es una revista científica francesa de filosofía, interesada en especial por la filosofía del arte y la estética. La revista fue fundada por la Sociedad francesa de estética en 2008.
Presentación oficial :

La Nouvelle Revue d'esthétique s'inscrit dans la tradition d'une réflexion sur l'art, réflexion ouverte qui privilégie les œuvres et tente de les penser pour ce qu'elles montrent. Réflexion qui a pour objet le domaine de l'art avec tout ce qu'il comprend : aussi bien les œuvres elles-mêmes que le travail qu'engendrent ces œuvres (critique, histoire, théories) sans oublier le travail culturel que l'art exerce au sein de la société. Pour répondre à cet objectif, chaque numéro comporte un dossier thématique, quelques "varia" accueillant des contributions extérieures, et un large spectre de comptes rendus.

La Sociedad francesa de estética ha sido presidida por Maryvonne Saison, y desde 2012 está presidida por Carole Talon-Hugon.